# L.A. Confidențial (film)
L.A. Confidențial este un film neo-noir din 1997 bazat pe romanul lui James Ellroy cu același nume din anul 1990, a treia serie din trilogia L.A. Quartet. Și cartea și filmul spun povestea unui grup de ofițeri ai Departamentului de Poliție din Los Angeles din anul 1953 și intersecția dintre polițiștii corupți și celebritățile de la Hollywood. Titlul face referire la revista de scandal Confidential din anii '50, în film menționată sub titulatura Hush-Hush. Adaptarea cinematografică a fost produsă și regizată de Curtis Hanson, cu scenariul fiind redactat de Hanson și de Brian Helgeland.
În acea vreme, actorii Guy Pearce și Russell Crowe erau relativ necunoscuți în America de Nord, iar unul dintre oamenii din spatele filmului, Peter Dennett, era îngrijorat de lipsa unor vedete care să joace în rolurile principale. Cu toate acestea a fost de acord cu deciziile luate de Hanson în ceea ce privește distribuirea rolurilor și i-a acordat regizorului încrederea de a alege actori precum Kevin Spacey, Kim Basinger și Danny DeVito.
Fiind bine primit de critică, filmul este apreciat pe Rotten Tomatoes cu 99% (85 din 86) recenzii pozitive și o medie de 8,6 din 10. De asemenea, filmul are un procentaj de 90% Metacritic, bazat pe 28 de recenzii. A fost nominalizat la nouă Premii Oscar și a primit două premii: Basinger pentru cea mai bună actriță în rol secundar și Hanson și Helgeland pentru cel mai bun scenariu adaptat.

## Sinopsis
Contrar contextului din Los Angelesul anului 1953, ofițerii LAPD sunt implicați în fapte de corupție, sex și crime urmate de crime multiple la cafeneaua Nite Owl. Povestea lor se extinde la nivel înalt, acoperind crima organizată, corupția politică, narcotice, pornografie, prostituție, jurnalism tabloid și rasismul instituțional.
Sergentul Edmund „Ed” Exley (Guy Pearce), fiul unui detectiv notoriu din cadrul LAPD, vrea să calce pe urmele tatălui. Inteligența, dorința de a impune respectarea regulilor, și temperamentul rece îl izolează de ceilalți ofițeri de poliție. Acest lucru se accentuează odată cu încercarea de a demasca brutalitatea poliției (fapt inspirat din realitate, incidentul Bloody Christmas), insistând să fie promovat în gradul de detectiv-locotenent (pe care îl și primește) în dauna căpitanului Dudley Smith (James Cromwell). Se dezvăluie pe parcursul filmului că această ambiție este cauzată de uciderea tatălui său de către un atacator anonim.
Ofițerul Wendell „Bud” White (Russel Crowe), pe care Ed îl consideră un „bătăuș fără minte”, este un polițist sub acoperire obsedat de pedepsirea celor care agresează femei. Bud ajunge să-l urască pe Ed după ce partenerul său, Dick Stensland, este concediat din cauza mărturiilor lui Ed în legătură cu scandalul „Bloody Christmas” (engleză Crăciunul Sângeros). Bud este folosit de Dudley pentru a intimida răufăcătorii din Los Angeles, totul culminând cu arestarea lui Mickey Cohen, cel mai de succes gangster. Cazul Nite Owl devine o miză personală după ce Stensland este găsită victimă.
Sergentul Jack Vincennes (Kevin Spacey) este un detectiv abil care se ocupă de cazurile cu narcotice. Este și consilier tehnic al serialului de televiziune Dragnet. Are legături cu Sid Hudgens (Danny DeVito), director al revistei Hush-Hush, care îi dă mită pentru a aresta celebrități, lucru care va atrage și mai mulți cititori. Când un tânăr actor este omorât din cauza unei astfel de învinuiri, sentimentul de vinovăție îl face pe Jack să-și dorească să-l găsească pe făptaș.
La intervale diferite de timp, cei trei detectivi investighează crimele de la localul Nite Owl, iar evenimentele care se petrec în jurul investigațiilor arată corupția din jurul lor. Ed reușește să se mențină curat, încercând să păstreze onoarea familiei. Bud o urmărește pe una din victime, Susan Lefferts, care îl duce pe pista Lynn Bracken (Kim Basinger), o prostituată care seamănă cu Veronica Lake implicată și ea în cazul de care se ocupă împreună cu Ed. Între timp, Jack urmărește o rețea de proxenetism implicată în Nite Owl. Aceasta se numește  Fleur-de-Lis și este condusă de Pierce Patchett (David Strathairn), care le obligă pe prostituate să-și facă operații estetice pentru a semăna cu vedetele. Soarta celor trei se intersectează.
Trei afro-americani sunt acuzați de aceste crime, dar sunt împușcați ulterior într-un schimb de focuri. Detectivii află că ei nu erau ucigași, ci violatori, iar victima hispanică a mințit în declarația dată de ea. Căpitanul Smith se află în spatele crimelor de la Nite Owlm, în încercarea de a pune mâna pe imperiul de heroină pe care Mickey Cohen l-a lăsat în urmă. După ce îi omoară pe Vincennes, Hudgens și Patchett, Smith trimite un asasin să se ocupe de White și Exley. Totuși, în timp ce îl omora pe Vincennes, Smith l-a întrebat pe acesta care sunt ultimele sale cuvinte. Vincennes i-a răspuns cu „Rolo Tomassi”, lucru care întăresc suspiciunile lui Exley când este întrebat de Smith cine era acea persoană.
White și Exley, vechi rivali, încep să lucreze împreună și realizează că Smith este corupt și că ei sunt în pericol. După încercarea lui Smith de a-i ucide, Smith îl împușcă pe White dar i se predă lui Exley. Odată ce poliția ajunge la locul faptei, Exley îl împușcă pe Smith în spate, omorându-l. Departamentul de Poliție din Los Angeles mușamalizează crimele lui Smith și declară că el a murit ca un erou în timpul schimbului de focuri, încercând să-l protejeze pe Exley, dar Exley cere ca el și White să fie recompensați pentru cooperarea din acest caz decepționant.
Exley este considerat în cele din urmă un erou și primește o medalie pentru curajul său. Departamentul de Poliție lansează o anchetă internă. În timp ce părăsește primăria, Exley îl vede pe Bracken, care îi transmite să s-a lăsat de prostituție și se întoarce acasă în Arizona. Pe bancheta din spate a mașinii ei stă White, care a supraviețuit împușcăturilor dar nu poate vorbi. Exley și White își strâng mâna iar Bracken conduce spre asfințit.

## Distribuție
- Kevin Spacey ca Det. Sgt. Jack Vincennes
- Russell Crowe ca Ofițerul Wendell „Bud” White
- Guy Pearce ca Det. Lt. Edmund „Ed” Exley
- James Cromwell ca Căpitanul Dudley Smith
- Kim Basinger ca Lynn Bracken
- Danny DeVito ca Sid Hudgens
- David Strathairn ca Pierce Morehouse Patchett
- Ron Rifkin ca District Attorney Ellis Loew
- Graham Beckel ca Det. Richard "Dick" Stensland
- Amber Smith ca Susan Lefferts
- John Mahon ca Șeful Poliției Worton
- Paul Guilfoyle ca Meyer "Mickey" Cohen
- Matt McCoy ca Brett Chase
- Paolo Seganti ca Johnny Stompanato
- Simon Baker ca Matt Reynolds
- Shawnee Free Jones ca Tammy Jordan
- Darrell Sandeen ca Leland „Buzz” Meeks
- Marisol Padilla Sánchez ca Inez Soto
- Gwenda Deacon ca doamna Lefferts

## Producție

### Dezvoltare
Curtis Hanson a citit șase dintre cărțile lui James Ellroy înainte de a citi L.A. Confidential, care l-a atras prin personaje și nu prin acțiune. A declarat că „ceea ce mi-a atras atenția a fost că, odată ce le-am cunoscut, nu mi-au plăcut, dar continuând lectura am început să-mi pese de ele.” Romanul lui Ellroy l-a făcut pe Hanson să se gândească la L.A. și i-a dat șansa de a „crea un film într-un timp în care întregul vis al Los Angelesului, ajunge să se degradeze după aparenta epocă de aur a anilor '20 și '30.” 
Scenaristul Brian Helgeland a fost inițial angajat de Warner Bros. pentru a scrie un film cu vikingi regizat de Uli Edel, iar apoi a lucrat la o poveste despre Regele Arthur transpusă în zilele noastre. Helgelan era deja un vechi fan al romanelor lui Ellroy. Când a aflat că Warner Bros. a cumpărat drepturile pentru L.A. Confidential în 1990, a cerut ca el să redacteze scenariul. Totuși, la acea vreme, studioul dorea un scenarist cu experiență. A reușit să stabilească o întâlnire, dar a fost anulată înainte cu două zile de a se întâmpla.
Helgeland a aflat și că Hanson a fost angajat ca regizor și s-a întâlnit cu el pe platourile de filmare de la filmul The River Wild. Nu numai că împărtășeau aceeași pasiune pentru ficțiunea lui Ellroy, dar s-au pus de acord la cum poate fi adaptat Confidential într-un film. Conform lui Helgeland, ei au fost nevoiți să înlăture fiecare scenă din carte care nu îi avea ca protagoniști pe cei trei polițiști. Hanson a dorit ca „spectatorii să fie pătrunși de film dar nici să nu-i piardă”. Timp de doi ani au lucrat împreună la scenariu, Hanson fiind să renunțe la câteva proiecte iar Helgeland a scris șapte schițe fără să fie plătit.  Ellroy a fost de acord cu modul lor de abordare. A vizionat unele filme ale lui Hanson, ca The Bedroom Window și Bad Influence, despre care considera că este „un povestitor interesant și competent!, dar nu era convins că romanul va fi turnat într-un film până când nu a vorbit cu regizorul. „Ei au păstrat elementele de bază ele cărții și tema principală...Brian și Curtis au luat o creație fictivă care avea opt fire narative, reducându-le la trei și păstrând forța dramatică a celor trei oameni care își urmează destinul.”
Președintele executiv al celor de la Warner, Bill Gerber, i-a arătat scenariul lui Michael Nathanson, președinte al consiliului de administrație al New Regency Productions, care a mai avut o afacere cu studioul. Lui Nathanson i-a plăcut, dar trebuia să primească aprobarea din partea patronului New Regency, Arnon Milchan. Hanson a pregătit o prezentare care includea 15 vederi vintage și poze ale Los Angelesului montate pe suporturi, și le-a prezentat lui Milchan. În imagini erau plaje, case din San Fernando Valley și din intrarea în Autostrada Hollywood pentru a simboliza imaginea de prosperitate vândută publicului.
Apoi, Hanson a evidențiat partea negativă a romanului lui Ellroy cu o copertă a revistei de scanda Confidential și o poză cu Robert Mitchum ieșind din închisoare după ce a fost prins traficând marijuana. I-a mai arătat fotografii cu muzicienii Zoot Sims, Gerry Mulligan și Chet Baker pentru a reprezenta muzica din acele timpuri.  Hanson a precizat că acele detalii și personaje se vor derula pe fundal. Milchan a fost convins de prezentare să finanțeze filmul.

### Distribuție
Hanson l-a văzut pe Russell Crowe în Romper Stomper și îl considera drept „repulsiv și înfricoșător, dar captivant.” Actorul a citit din ceea ce scrise Ellroy doar romanul The Black Dahlia. După parcurgerea scenarului, Crowe a fost atras de „cruciada morală” a lui Bud White. Crowe se potrivea preconpției vizuale a lui Bud. Hanson a înregistrat actorul în timp ce juca câteva scene din scenariu, arătând înregistrarea producătorilor filmului, care au fost de acord să-l distribuie în rolul lui Bud. Guy Pearce a participat la audiții ca mulți alți actori, iar Hanson a simțit că reprezenta „foarte mult din ce aveam de gând pentru rolul Ed Exley.” Regizorul nu s-a uitat la filmul The Adventures of Priscilla, Queen of the Desert, tocmai pentru că Pearce a jucat în el și asta i-ar fi putut influența deciziile. La fel cum a făcut și cu Crowe, Hanson l-a arătat pe Pearce producătorilor, care au fost de acord ca el să joace în rolul lui Ed. Lui Pearce nu i-a plăcut rolul lui Ed când a citit scenariul pentru prima dată și a remarcat că „L-am judecat prea repede și nu mi-a plăcut pentru că era convins ca numai el are dreptate ... Dar mi-a plăcut că a fost sincer cu el. Am știut că îi pot acorda mai mult respect și înțelegere.”
Milchan a fost împotriva acordării rolurilor celor „doi australieni” într-un film despre americani (Pearce a comentat confuz într-un interviu ce a urmat filmului că deși el și Crowe au crescut în Australia, este pe jumătate englez, în timp ce Crowe este neo-zeelandez). Pe lângă originile lor, Crowe și Pearce erau relativ necunoscuți în America de Nord, iar Milchan era îngrijorat de lipsa unor actori consacrați în rolurile principale.
Cu toate acestea, Milchan a fost de acord cu deciziile lui Hanson în ceea ce privește distribuția, și acest lucru i-a dat încrederea de a-i coopta și pe Kim Basinger, Danny DeVito și Kevin Spacey. Hanson le-a distribuit rolurile lui Crowe și Pearce pentru că a dorit să „ilustreze imaginea pe care mi-am făcut-o citind cartea. Probabil că nu îți vor plăcea personajele de la început, dar odată ce pătrunzi mai adânc în poveste, vei începe să-i simpatizezi. Nu am vrut să ofer audienței actori pe care îi știau și plăceau deja.”
Hanson a simțit că personajul Jack Vincennes era „un star de cinema printre polițiști” care l-a făcut să se gândească la Kevin Spacey, care are  „carisma unei vedete”, potrivindu-se perfect cu personajul. Regizorul era încrezător că actorul putea juca rolul „omului din spatele cortinei, cel care își pierde sufletul”, iar în timp ce i-a dat scenariul, i-a spus să se gândească la Dean Martin în timp ce-și joacă rolul. Hanson a ales-o pe Basinger pentru că a simțit că „ea era persoana potrivită. Ce frumusețe din ziua de astăzi putea proiecta farmecul epocii de aur de la Hollywood?”

### Pregătirile
Pentru a-și face actorii să intre mai bine în pielea personajelor din anii '50, Hanson a pregătit un „mini festival de film”, rulând câte un film de săptămână: The Bad and the Beautiful, pentru că evidenția fermecul epocii de aur a Hollywoodului; In a Lonely Place, 
pentru că dezvăluia partea urâtă a Hollywoodului, The Lineup și Private Hell 36 ale lui Don Siegel pentru că „erau înrădăcinate în anii '50 futuristici, epoca atomică”  Hanson și montorul Dante Spinotti au hotărât ca filmările să fie în format widescreen, și a studiat două filme Cinemascope din acea perioadă: The Tarnished Angels al lui Douglas Sirk și Some Came Running de Vincente Minnelli.
Înainte de începerea filmărilor, Hanson i-a adus pe Crowe și Pearce în L.A. unde au rămas timp de două luni, pentru a-i cufunda în atmosfera orașului. A angajat și profesori specializați pe dialecte, le-a arătat filme vintage de antrenament pentru polițiști și au făcut cunoștință cu polițiști adevărați. Pearce considera că poliția din zilele noastre s-a schimbat prea mult pentru a servi ca material de studiu și nu i-au plăcut ofițerii, considerându-i rasiști. În schimb, actorul considera filmele cu polițiști mult mai utile, „pentru că erau mai fermi, mai rigizi”, la fel cum credea că era și Exley. Crowe l-a studiat pe Sterling Hayden din filmul The Killing al lui Stanley Kubrick, „pentru bărbăția care a urmat celui de-al Doilea Război Mondial.” Timp de șase săptămâni, Crowe, Pearce, Hanson și Helgeland au participat la sesiuni de repetiții, în care au discutat despre fiecare scenă din scenariu. La fel au făcut și ceilalți actori.

### Filmări
Hanson nu a vrut ca filmul să fie un exercițiu de nostalgie, așa că a cerut cameramanilor să-l filmeze ca și cum ar fi un film contemporan și să folosească mai multă lumină reală decât într-un film noir. Le-a spus lui Spinotti și producătorului Jeannine Oppewall să acorde o mare atenție detaliilor și să „le aplice pe fundal”.
L.A. Confidential a fost filmat în Linda Vista Community Hospital din zona Los Angeles-ului.

### Muzică
Coloana sonoră compusă de Jerry Goldsmith a fost nominalizată la Premiul Oscar pentru cea mai bună coloană sonoră, dar a pierdut în fața coloanei sonore compuse de James Horner pentru Titanic.

## Recepție
Filmul a rulat pentru prima dată la Festivalul de Film de la Cannes din 1997. Conform lui Hanson, Warner nu a dorit să-l arate la Cannes, pentru că a simțit că „ar fi un lucru dăunător studioului... De ce să riscăm și să ne întoarcem ca niște învinși?” Totuși, Hanson a dorit ca avanpremiera filmului să aibă loc la un festival important, cum e Cannes. El și alți producători au convins studioul să participe și a trimis o propunere comitetului de selecție, una care le-a plăcut. Ellroy a văzut filmul și a declarat „Am înțeles în 40 de minute că este o capodoperă. Personajele au fost incredibil întruchipate.”

### Încasări
L.A. Confidential a fost lansat la data de 19 septembrie 1997 în 769 de teatre, având încasări de 5,2 milioane de dolari în prima săptămână. Pe 3 octombrie, a fost distribuit la 1625 de cinematografe. A avut încasări totale de 64,6 milioane de dolari în SUA și 61,6 milioane $ in restul lumii, încasările totale ridicându-se la 126,2 milioane de dolari.

### Critică
L.A. Confidential a fost bine primit de critici, fiind cotat cu un calificativ rar întâlnit pe Rotten Tomatoes, 99% („Certified Fresh”) cu 85 din 86 de recenzii pozitive. Criticul de film Roger Ebert a acordat filmului patru stele din patru și l-a catalogt drept „frumos și seducător, cinic și torsionat, unul dintre cele mai bune filme de anul acesta.”  La o dată ulterioară l-a inclus în lista personală de „filme bune” și l-a descris ca fiind un „film noir, așa și este, ba chiar mai mult: Neobișnuit pentru un film polițist, pune accentul pe aspectul psihologic al personajelor... Conține toate elementele unui film polișist, dar într-un stil economicos; acțiunea nu este doar de dragul de a fi, ci doar pentru a pune la dispoziție un cadru pentru personalitățile lor.” În recenzia dată pentru The New York Times, Janet Maslin a scris că, „Dl. Spacey excelează în a-și juca rolul, fiind apatic dar și vesel, jucând mult mai bine decât ar fi făcut-o o vedetă pentru un film ca acesta. Și cei doi actori australieni se califică în zona revelațiilor.” Desson Howe, în recenzia sa pentru The Washington Post, a felicitat distribuția: „Pierce lasă o impresie plăcută, devenind din ce în ce mai dur și mai blazat. Neo-zeelandezul Crowe are o duritate unică și sexy; imaginați-vi-l pe Mickey Rourke fără această atitudine. Deși joacă un personaj de duzină, Basinger emană un fel de sobrietate înăbușitoare. Spacey este agreabil ca deobicei.”
În recenzia sa din The Globe and Mail, Liam Lacey a scris, „Cea mai mare vedetă este însuși Los Angelesul. Ca și reprezentarea Los Angelusui anilor '30 din filmul lui Roman Polanski, Chinatown, atmosfera și detaliile sunt un „exfoliant” pentru acțiune.” USA Today a acordat filmului trei stele și jumătate din patru, lăudând scenariul. „Se pare că scenariștii Brian Helgeland și Curtis Hanson au reușit un adevărat miracol menținând mai multe fire narative într-unul singur. Aceștia au tăiat în carne și oase și au scăpat din asta cu bine.” În recenzia lui David Ansen din Newsweek,  „L.A. Confidential invită publicul să acorde o mai mare atenție încrucișărilor acțiunii. Recompensa pentru munca ta este întunecată și nostimă.” Richard Schickel, în recenzia pentru revista Time, a scris că „Este un film al umbrelor și a jumătăților de lumină, cea mai bună aproximare a filmelor noir alb-negru pe care a reușit cineva să o facă în color. Filmul ne sugerează că tradiția de corupție a poliției începe din cele mai vechi timpuri.”
Richard Williams, în recenzia pentru The Guardian, scrie „L.A. Confidential reușește să facă totul cum trebuie. Luminile, arhitectura, argoul, muzica, ... ca o glumă frumoasă a Lanei Turner. Oameni stricați reușesc să-și ridice o nouă viață și sunt seduși de parfumul corupției care se răspândește ca parfumul unei iasomii înflorind noaptea.”

### Premii și nominalizări
L.A. Confidential a fost nominalizat la nouă Premii Oscar și a câștigat două dintre ele, cu Kim Basinger fiindu-i acordat Premiul Oscar pentru cea mai bună actriță în rol secundar, respectiv Curtis Hanson și Brian Helgeland Premiul Oscar pentru cel mai bun scenariu adaptat. A mai fost nominalizat la categoriile Cel mai bun film, Cel mai bun regizor, Cele mai bune decoruri, Cea mai bună imagine, cel mai bun montaj, Cea mai bună coloană sonoră și Cel mai bun mixaj sonor (Andy Nelson, Anna Behlmer și Kirk Francis). Basinger a primit la Cea de-a patra Gală SAG Awards premiul pentru „Cea mai bună actriță într-un rol secundar”, același premiu fiind acordat și lui Gloria Stuart pentru Titanic.
Revista Time l-a considerat cel mai bun film din 1997. Societatea Națională a Criticilor de Film i-a acordat aceeași distincție, considerându-l și pe Curtis Hanson ca fiind cel mai bun regizor. Cercul de critici de film din New York a acordat aceleași distincții ca și SNCF, considerându-l și pe Brian Helgeland cel mai bun scenarist. Asociația criticilor de film din Los Angeles și National Board of Review au votat și ele L.A. Confidential ca fiind cel mai bun film al anului. Este singurul film care a primit aprecierea a trei din cele patru mari grupări de critici.
A fost votat și cel mai bun film cu acțiunea desfășurată în Los Angeles din ultimii 25 de ani de către un grup de redactori și jurnaliști ai Los Angeles Times în baza a două criterii: „Filmul trebuia să comunice adevărurile inerente despre experiența din L.A, și au fost alese doar câte un film din partea fiecărui regizor.” În 2009, Cercul de critici de film din Londra a votat L.A. Confidential ca fiind cel mai bun film din ultimii 30 de ani.
Institutul American de Film
- 100 de ani...100 de filme — nominalizat[33]
- 100 de ani...100 de fiori – nominalizat[34]
- 100 de ani...100 de filme (a 10-a aniversare) — nominalizat[35]

## Lansare pe DVD
Filmul a fost lansat pe DVD pe 21 aprilie 1998. Pachetul includea două „featurettes”, o hartă interactivă a Los Angelesului, coloana sonoră a filmului, un trailer și trei spoturi publicitare.
O variantă specială pe două DVD-uri și Blu-ray a fost lansată pe 23 septembrie 2008. Ambele seturi includeau același conținut bonus. Pe lângă primul DVD se găsesc patru noi featurettes, episodul pilot al seriei de televiziune bazate pe aceeași carte avându-l în rolul principal pe Kiefer Sutherland, și comentariul filmului făcut de criticiul și istoricul Andrew Sarris, actorii James Ellroy, Russell Crowe, Kevin Spacey, Guy Pearce, James Cromwell, Ruth Myers, David Strathairn, Kim Basinger, Brian Helgeland, Jeannine Oppewall, Dante Spinotti, și Danny DeVito.

## Lectură suplimetară
- Dargis, Manohla (2003). L.A. Confidential (BFI Modern Classics). British Film Institute. ISBN 0-85170-944-3.